# Footbag

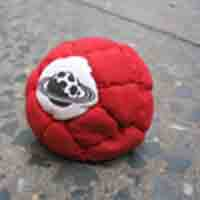
Un footbag

Le footbag (ou hacky sack) est une petite balle en cuir ou en fibre synthétique d’environ 8 cm de diamètre. Un footbag est rempli de billes de polyéthylène ou de sable.
Le footbag est un sport qui impose une relation importante entre l'œil et le pied, ce qui le rapproche des arts martiaux.

## Histoire
Les activités de type Footbag existent depuis de nombreuses années. Le jeu est similaire au jeu japonais kemari et à certains jeux d'Asie du Sud-Est, tels que le chinlone, le sepak takraw et le sipa . Le même principe est appliqué dans les pays pratiquant le football, dans le cadre d'activités de football freestyle et keepie uppie. Il est également similaire aux jeux asiatiques traditionnels de coups de volant, connus sous le nom de jianzi, chapteh, đá cầu (plumefoot) et jegichagi.
L'incarnation occidentale actuelle du sport est inventée en 1972 par Mike Marshall et John Stalberger d' Oregon City, Oregon, États-Unis avec leur produit « Hacky Sack », dont les droits de brevet appartiennent désormais à Wham-O. Bien que Marshall ait souffert d'un caillot sanguin et d'une crise cardiaque mortelle en 1975, Stalberger continue l'entreprise. Il gagne en popularité à l'échelle nationale au début des années 1980,,,,, et Stalberger vend le brevet à Wham-O en 1983.